# Jüdischer Friedhof (Osek u Radomyšle)
Koordinaten: 49° 18′ 45,1″ N, 13° 56′ 56,5″ O

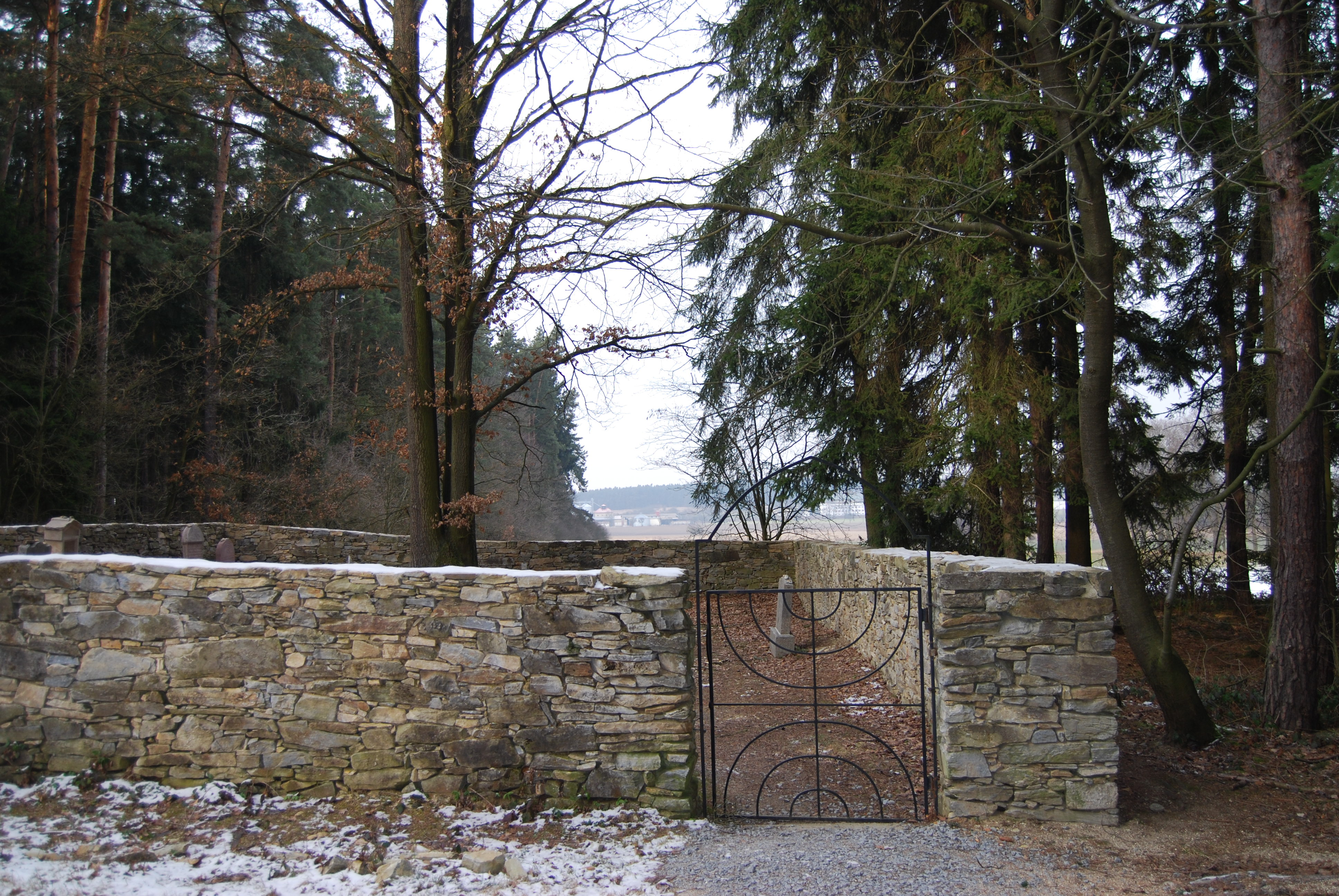
Eingang zum jüdischen Friedhof in Osek u Radomyšle

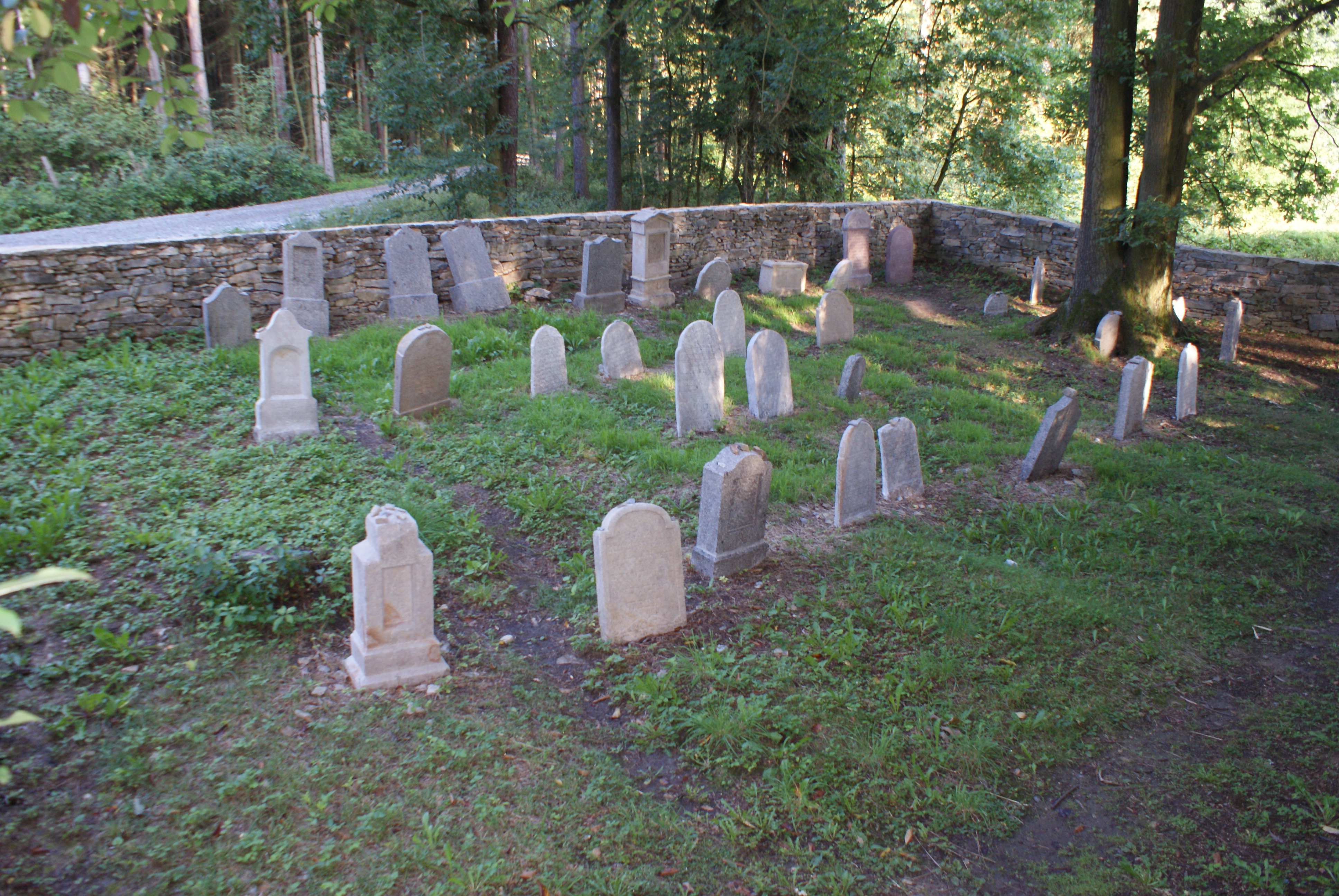
Ansicht des Friedhofs

Der Jüdische Friedhof in Osek u Radomyšle (deutsch Ossek), einer tschechischen Gemeinde im Okres Strakonice der Südböhmischen Region, wurde vermutlich im 18. bzw. Anfang des 19. Jahrhunderts angelegt. Der jüdische Friedhof, südwestlich des Schlosses im Wäldchen auf dem Johannesberg, ist seit 1988 ein geschütztes Kulturdenkmal.
Auf dem 1151 Quadratmeter großen Friedhof sind noch circa 100 Grabsteine vorhanden.
Auf dem Friedhof befinden sich die Gräber der Großeltern von Franz Kafka, des Schochet Jacob Amschel Kafka (1814–1889) und seiner Frau Franziska, geborene Platowsky (1816–1885).